# George Schriemer
George Schriemer (Maarn, 31 juli 1963) is een Nederlandse illustrator.
Na zijn opleiding aan de Academie Minerva te Groningen begon hij samen met zijn broer op freelance basis te werken voor verschillende uitgevers. Uiteindelijk besloot zijn broer zich te richten op het schilderen en concentreerde Schriemer zich op het illustreren.
Zo was hij verantwoordelijk voor enkele boekomslagen van Stephen King (uitgegeven door Luitingh-Sijthoff) en tekende hij voor uitgeverij Kluitman veel omslagen voor kinderboeken waaronder voor de Kippenvel reeks. Ook illustreerde hij boeken uit de Gouden paarden boekenserie, waaronder Aurea de wilde pony, De zoektocht van Pico, Maisa de dappere arabier, De ontsnapping van Rafal en de liefde van Luna en een drietal boeken uit De Kameleon reeks. Ook omvat zijn werk advertenties voor verschillende bedrijven.